# August Mattausch
August Mattausch (* 24. März 1877 in Überlingen; † 12. Juni 1945 in Teltow) war ein deutscher bildender Künstler, der von 1906 bis zu seinem Lebensende in der Stadt Teltow wirkte.

## Leben

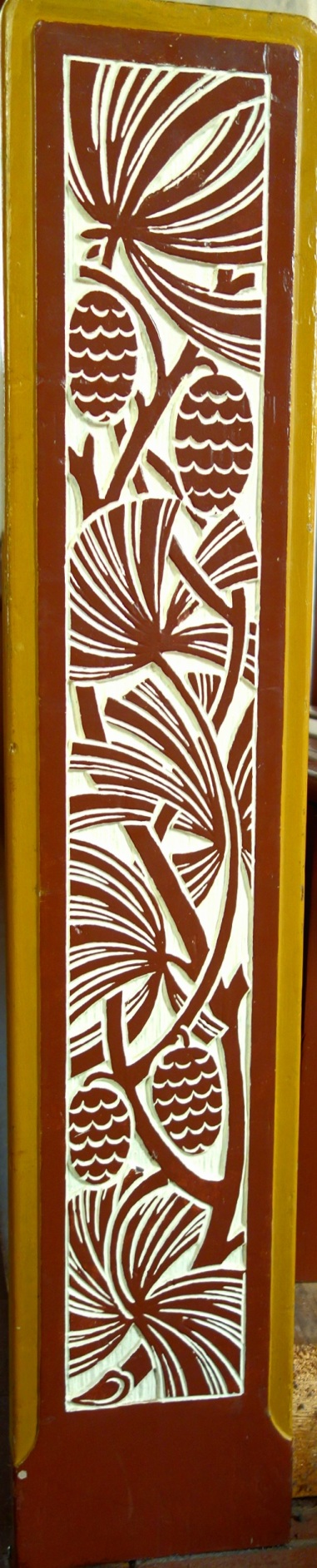
Ornament am Gestühl der St. Andreaskirche, Teltow

August Mattausch wurde am 24. März 1877 als Sohn von Luzia Jauch und Friedrich Mattausch in Überlingen am Bodensee geboren und am 26. März 1877 in der dortigen Münsterkirche katholisch getauft. Nach Abschluss der Schulausbildung besuchte Mattausch von 1899 bis 1904 die Bildhauerklasse der Kunstgewerbeschule in Karlsruhe.
1906 zog er nach Teltow und fand eine Anstellung als Porzellanmaler in der Porzellan-Manufaktur Conrad, Schornburg und Co, bis diese ihre Produktion auf Industrieporzellan umstellte. Später war er Form- und Werbegestalter bei der Teltower Parfümerie- und Seifenfabrik Gustav Lohse, wo er Puderdosen und Flakons entwarf. Darüber hinaus führte er als freier Künstler verschiedene Aufträge als Maler, Grafiker und Bildhauer aus.
Während des Ersten Weltkriegs diente Mattausch im Schiffbau der kaiserlichen Marine in Wilhelmshaven als technischer Büroangestellter. Er verstarb am 12. Juni 1945 im Alter von 67 Jahren in seinem Wohnhaus in der Alten Potsdamer Straße 5 in Teltow. Er wurde auf dem Friedhof Teltow beigesetzt.

### Familie
Mattausch heiratete am 21. Mai 1907 Helene Christiane Mahling in der evangelischen Stadtkirche St. Andreas, nachdem er zuvor zum evangelischen Bekenntnis übergetreten war und aus der katholischen Kirche ausgeschlossen. Aus der Ehe gingen zwei Kinder hervor.

## Künstlerisches Schaffen

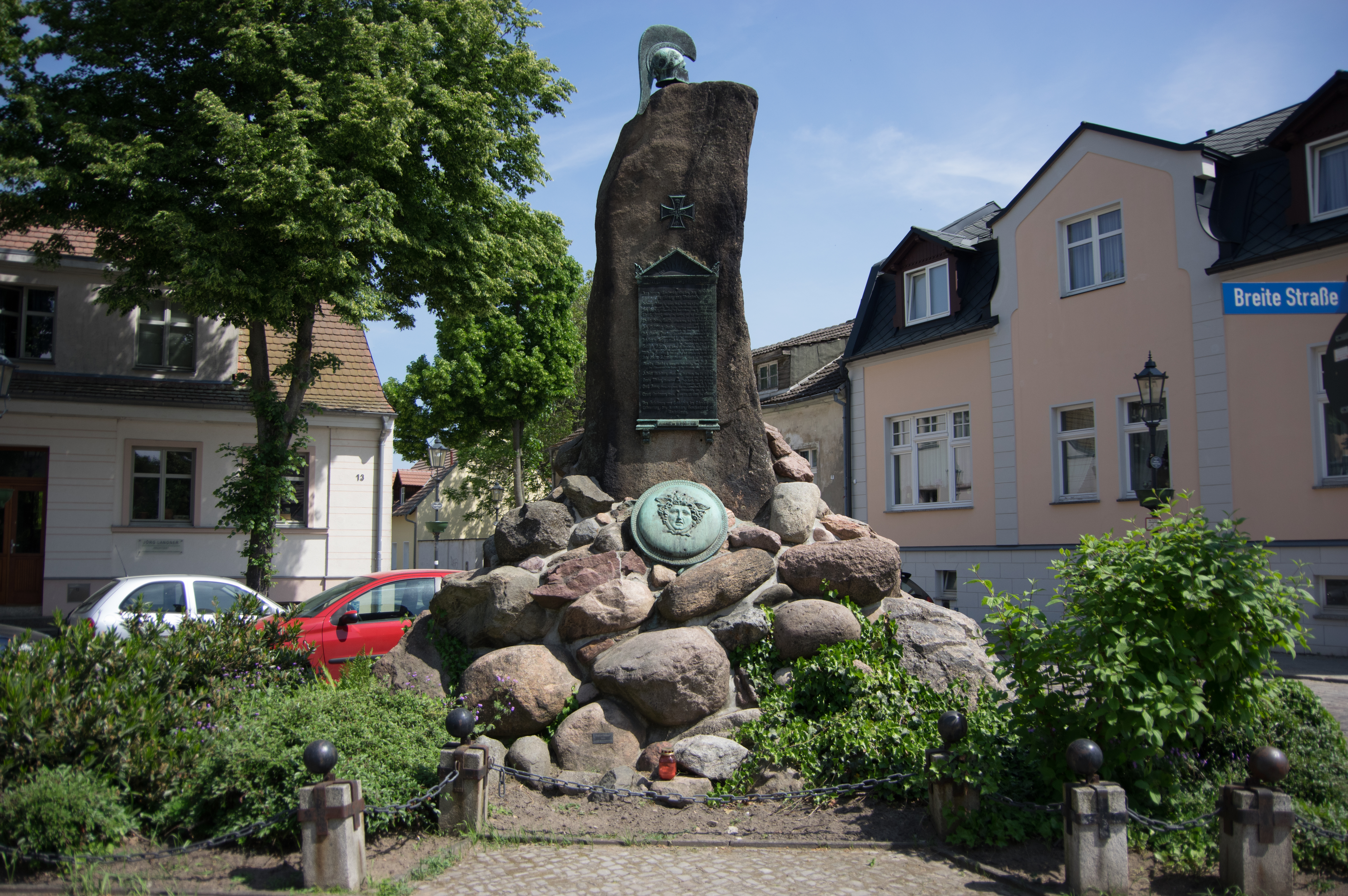
Kriegerdenkmal in Teltow

Hauptwerk Mattauschs war die Verzierung hölzerner Bauelemente beim Innenumbau der Teltower Stadtkirche St. Andreas zwischen 1910 und 1912. Empore, Gestühl, Stützpfeiler, Kanzel und Taufstein wurden, geprägt vom Jugendstil, mit Bibelzitaten, floralen Motiven und Elementen versehen.
Auch das Kriegerdenkmal auf dem „Zickenplatz“ zwischen Breite und Berliner Straße in der Altstadt wurde nach seinem Entwurf gefertigt und 1913 anlässlich der Hundertjahrfeier der Völkerschlacht bei Leipzig eingeweiht. Es besteht aus Findlingen, die mit einem griechischen Helm gekrönt sind, dem eisernen Kreuz einem Medusenhaupt mit Schwert und Lanze sowie einer Bronzetafel mit Namen Teltower Gefallener aus den Kriegen gegen Frankreich 1813 bis 1815 sowie 1870/1871, Dänemark 1864 und Österreich 1866.
Darüber hinaus führte Mattausch auch kleinere Aufträge, wie Entwürfe für Urkunden und Glückwunschkarten aus, fertigte Entwürfe für Grabsteine und hinterließ in seinem Atelier ein umfangreiches zeichnerisches und malerisches Werk.

## Ehrungen
Am 24. März 2010 beschloss die Stadtverordnetenversammlung der Stadt Teltow, den Bürgerpark Teltow in „August-Mattausch-Park“ umzubenennen.
Im Rahmen des Bundeswettbewerbs „Entente-Florale – Unsere Stadt blüht auf“ wurde die Grabstätte Mattauschs zu einer Erinnerungsstätte umgestaltet und am 6. September 2011 auf dem Friedhof in Teltow eingeweiht.